# Frank Chapot
Francis Davis Chapot, dit Frank Chapot, est un cavalier professionnel américain de saut d'obstacles de haut niveau, né le 24 février 1932 à Camden (New Jersey) et mort le 20 juin 2016 à Bound Brook (New Jersey),.

## Biographie
Au cours de sa carrière, Frank Chapot a participé à six éditions consécutives des Jeux olympiques et a remporté à deux reprises la médaille d'argent par équipe, la première fois aux Jeux olympiques d'été de 1960 à Rome et la seconde fois aux Jeux olympiques d'été de 1972 à Munich.